# Gunaroš
Gunaroš (cyr. Гунарош) – wieś w Serbii, w Wojwodinie, w okręgu północnobackim, w gminie Bačka Topola. W 2011 roku liczyła 1264 mieszkańców.